# 2 Batalion Strzelców Karpackich
2 Batalion Strzelców Karpackich (2 bsk) – oddział piechoty Polskich Sił Zbrojnych.

## Formowanie i zmiany organizacyjne
Batalion został sformowany latem 1940 roku w obozie wojskowym Homs, w Syrii, w składzie Samodzielnej Brygady Strzelców Karpackich.
W maju 1942 roku, w Palestynie, został włączony w skład 1 Brygady Strzelców Karpackich. W kampanii włoskiej 1944–1945, walczył między innymi pod Monte Cassino, Ankoną i Bolonią.
Po wojnie batalion, będąc w składzie wojsk okupacyjnych, pełnił między innymi służbę wartowniczą. W lutym 1946 strzegł obozów jeńców niemieckich w rejonie Ballaria.
W 1946 roku został przetransportowany do Wielkiej Brytanii i tam w następnym roku rozformowany.
11 listopada 1966 roku nadano batalionowi Order Virtuti Militari

## Żołnierze batalionu
Dowódcy batalionu
- mjr Antoni Michalik
- mjr / ppłk dypl. Jerzy Tytus Brzosko (3 V 1942 - 31 V 1944)[3]
- kpt. / mjr dypl. Jan Bielecki (9 VI - 23 XI 1944)[4]
- mjr dypl. Zygmunt Węgorek (24 XI 1944 - 3 VIII 1945)[4]
- mjr Marian Michał Osiczko (3 VIII 1945 - 1947)[3]

Zastępcy dowódcy batalionu
- mjr Antoni Gębski (29 VI 1942 -  31 V 1944)[3]
- mjr Marian Michał Osiczko (1 VI 1944 - 9 V 1945)[5]

Kawalerowie Orderu Virtuti Militari 
- kpt. Józef Zgoła
- por. Franciszek Bętkowski †12 V 1944
- ppor. Kazimierz Dzięciołowski †1 IX 1944
- chor. Józef Golonka
- sierż. Antoni Adamus
- plut. Leon Fedorowicz
- kpr. Florian Bartman
- st. strz. Józef Julian Brzeziński

Oficerowie
- por. Feliks Perekładowski

Podoficerowie
- st. sierż. Antoni Tyszarski
- kpr. Ryszard Szkubacz

## Odznaka batalionu
Odznaka specjalna: wykonana z białego metalu, oksydowana. Posiada formę szarotki, a nakładana była na granatowe patki z żółtą wypustką. Na łodydze cyfra „2”.
Odznakę noszono na kołnierzach i na beretach, w odległości 5 cm po lewej stronie, ukośnie łodygą w stronę orzełka. Wykonywała ją firma: F. M. Lorioli, Milano - Roma.

## Marsze i walki
|  |  |  |  |  |